# دابزیچی
دابزیچی (به لاتین: Dabezići) یک منطقهٔ مسکونی در مونته‌نگرو است که در شهرداری بار واقع شده‌است. دابزیچی ۱۶۰ نفر جمعیت دارد.